# Chile Open 2025 - Qualificazioni singolare
Le qualificazioni del singolare del Chile Open 2025 sono state un torneo di tennis preliminare per accedere alla fase finale. I vincitori dell'ultimo turno sono entrani di diritto nel tabellone principale. In caso di ritiro di uno o più giocatori aventi diritto a questi subentrano gli alternate, coloro che vengono ammessi al tabellone principale a causa dell'assenza di un lucky loser che possa sostituire il giocatore ritirato.

## Teste di serie
1. Juan Manuel Cerúndolo (qualificato)
2. Thiago Agustín Tirante (ultimo turno)
3. Román Andrés Burruchaga (ultimo turno)
4. Felipe Meligeni Alves (qualificato)

1. Gustavo Heide (qualificato)
2. Juan Pablo Ficovich (qualificato)
3. Facundo Mena (ritirato)
4. Juan Pablo Varillas (ultimo turno)

## Qualificati
1. Juan Manuel Cerúndolo
2. Felipe Meligeni Alves

1. Gustavo Heide
2. Juan Pablo Ficovich

## Tabellone

### Legenda
| - Q = Qualificato - WC = Wild card - LL = Lucky loser | - ALT = Alternate - SE = Special Exempt - PR = Protected Ranking | - w/o = Walkover - r = Ritirato - d = Squalificato |

### Sezione 1
|  | Primo turno | Primo turno           | Primo turno           | Primo turno | Primo turno |  |  | Ultimo turno | Ultimo turno          | Ultimo turno          | Ultimo turno | Ultimo turno |  |
|  |             |                       |                       |             |             |  |  |              |                       |                       |              |              |  |
|  | 1           | Juan Manuel Cerúndolo | Juan Manuel Cerúndolo | 6           | 6           |  |  |              |                       |                       |              |              |  |
|  |             | Matías Soto           | Matías Soto           | 3           | 2           |  |  | 1            | Juan Manuel Cerúndolo | Juan Manuel Cerúndolo | 6            | 6            |  |
|  | Alt         | Ryan Seggerman        | Ryan Seggerman        | 3           | 65          |  |  | Alt          | Orlando Luz           | Orlando Luz           | 3            | 2            |  |
|  | Alt         | Orlando Luz           | Orlando Luz           | 6           | 7           |  |  |              |                       |                       |              |              |  |

### Sezione 2
|  | Primo turno | Primo turno             | Primo turno             | Primo turno | Primo turno |  |  | Ultimo turno | Ultimo turno           | Ultimo turno | Ultimo turno | Ultimo turno |  |
|  |             |                         |                         |             |             |  |  |              |                        |              |              |              |  |
|  | 2           | Thiago Agustín Tirante  | Thiago Agustín Tirante  | 6           | 6           |  |  |              |                        |              |              |              |  |
|  | Alt         | Pol Martín Tiffon       | Pol Martín Tiffon       | 1           | 4           |  |  | 2            | Thiago Agustín Tirante | 7            | 2            | 5            |  |
|  | Alt         | Genaro Alberto Olivieri | Genaro Alberto Olivieri | 2           | 2           |  |  | 5            | Gustavo Heide          | 64           | 6            | 7            |  |
|  | 5           | Gustavo Heide           | Gustavo Heide           | 6           | 6           |  |  |              |                        |              |              |              |  |

### Sezione 3
|  | Primo turno | Primo turno             | Primo turno           | Primo turno | Primo turno |  |  | Ultimo turno | Ultimo turno            | Ultimo turno | Ultimo turno | Ultimo turno |  |
|  |             |                         |                       |             |             |  |  |              |                         |              |              |              |  |
|  | 3           | Román Andrés Burruchaga | 6                     | 5           | 6           |  |  |              |                         |              |              |              |  |
|  | WC          | Kilian Feldbausch       | 2                     | 7           | 4           |  |  | 3            | Román Andrés Burruchaga | 4            | 7            | 2            |  |
|  |             | Adolfo Daniel Vallejo   | Adolfo Daniel Vallejo | 2           | 3           |  |  | 6            | Juan Pablo Ficovich     | 6            | 63           | 6            |  |
|  | 6           | Juan Pablo Ficovich     | Juan Pablo Ficovich   | 6           | 6           |  |  |              |                         |              |              |              |  |

### Sezione 4
|  | Primo turno | Primo turno           | Primo turno           | Primo turno | Primo turno |  |  | Ultimo turno | Ultimo turno          | Ultimo turno          | Ultimo turno | Ultimo turno |  |
|  |             |                       |                       |             |             |  |  |              |                       |                       |              |              |  |
|  | 4           | Felipe Meligeni Alves | Felipe Meligeni Alves | 7           | 6           |  |  |              |                       |                       |              |              |  |
|  | WC          | Bastián Malla         | Bastián Malla         | 5           | 2           |  |  | 4            | Felipe Meligeni Alves | Felipe Meligeni Alves | 6            | 6            |  |
|  |             | Emilio Nava           | Emilio Nava           | 3           | 4           |  |  | 8            | Juan Pablo Varillas   | Juan Pablo Varillas   | 4            | 2            |  |
|  | 8           | Juan Pablo Varillas   | Juan Pablo Varillas   | 6           | 6           |  |  |              |                       |                       |              |              |  |